# Lorena Azzaro
Pour les articles homonymes, voir Azzaro.
Lorena Azzaro, née le 22 octobre 2000 à Foix en Ariège, est une footballeuse française évoluant au poste d'attaquante au Paris FC.

## Biographie

### Carrière en club
Lorena Azzaro effectue sa formation d'abord au Toulouse FC avant de rejoindre en 2015 le centre de formation de l'Olympique lyonnais. En juillet 2018, elle signe son premier contrat professionnel avec l'Olympique lyonnais et intègre l'équipe première. Elle entrera une seule fois en jeu, le 27 octobre 2018 contre Metz.
En octobre 2019, en recherche de temps de jeu, Azzaro signe au FC Fleury 91 pour deux ans.
Après 11 mois passés à Fleury, elle s’engage avec le LOSC Lille en septembre 2020.
Le 24 juillet 2024, la joueuse signe au RC Strasbourg Alsace après 4 saisons à Lille.
Après 1 saison à Strasbourg, la joueuse signe au Paris FC en mai 2025 pour 3 saisons.

### Carrière en sélection
Sélectionnée en équipe de France des moins de 19 ans puis des moins de 20 ans, elle participe au sacre des Bleuettes lors du championnat d'Europe des moins de 19 ans 2019.

## Statistiques
| Saison                | Club                  | Championnat           | Championnat | Championnat | Coupe(s) nationale(s) | Coupe(s) nationale(s) | Total | Total |
| Saison                | Club                  | Division              | M.          | B.          | M.                    | B.                    | M.    | B.    |
| 2018-2019             | Olympique lyonnais    | Division 1            | 1           | 0           | 0                     | 0                     | 1     | 0     |
| Sous-total            | Sous-total            | Sous-total            | 1           | 0           | 0                     | 0                     | 1     | 0     |
| 2019-2020             | FC Fleury 91          | Division 1            | 3           | 0           | 0                     | 0                     | 3     | 0     |
| Sous-total            | Sous-total            | Sous-total            | 3           | 0           | 0                     | 0                     | 3     | 0     |
| Total sur la carrière | Total sur la carrière | Total sur la carrière | 4           | 0           | 0                     | 0                     | 4     | 0     |

## Palmarès

### En club
Olympique lyonnais
- Championnat de France (1)
  - Championne : 2019.

### En sélection
France -19 ans
- Euro -19 ans (1)
  - Vainqueur : 2019